# Mięsień ramienno-promieniowy

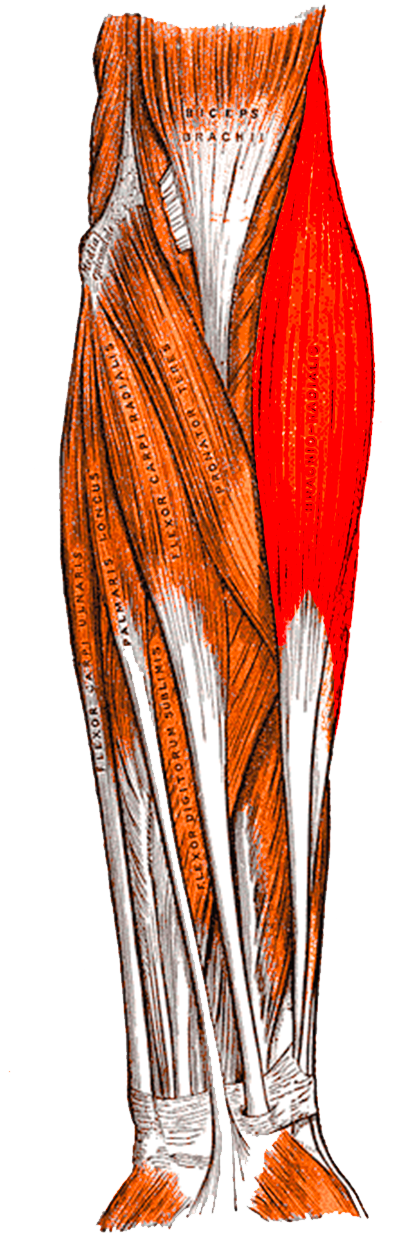
Mięsień ramienno-promieniowy oznaczony na czerwono

Mięsień ramienno-promieniowy (łac. musculus brachioradialis) – w anatomii człowieka jeden z mięśni przedramienia, zaliczany do warstwy powierzchownej przedziału tylnego lub grupy bocznej (promieniowej) mięśni przedramienia. Przyczep proksymalny ma na bocznym brzegu dolnej połowy kości ramiennej (na górnej części grzebienia nadkłykciowego) oraz na przegrodzie międzymięśniowej bocznej ramienia. Biegnąc ku dołowi przechodzi w długie płaskie ścięgno w połowie długości przedramienia, kończące się na bocznej stronie dalszego końca kości promieniowej, powyżej wyrostka rylcowatego.
Unaczyniony jest przez tętnicę poboczną promieniową od tętnicy głębokiej ramienia i tętnicę wsteczną promieniową od tętnicy promieniowej, a unerwiony przez gałązki od nerwu promieniowego (odchodzące przed jego podziałem na gałąź powierzchowną i głęboką).
Mięsień ten jest silnym zginaczem stawu łokciowego, oprócz tego nieznacznie nawraca i odwraca przedramię.